# هنري كيمبل هادلي
هنري كيمبل هادلي (بالإنجليزية: Henry Kimball Hadley)‏ هو ملحن أمريكي، ولد في 20 ديسمبر 1871 في سومرفيل في الولايات المتحدة، وتوفي في 6 سبتمبر 1937 في نيويورك في الولايات المتحدة بسبب سرطان.

## وصلات خارجية
- هنري كيمبل هادلي على موقع IMDb (الإنجليزية)
- هنري كيمبل هادلي على موقع الموسوعة البريطانية (الإنجليزية)
- هنري كيمبل هادلي على موقع ميوزك برينز (الإنجليزية)
- هنري كيمبل هادلي على موقع قاعدة بيانات برودواي على الإنترنت (الإنجليزية)
- هنري كيمبل هادلي على موقع أول ميوزيك (الإنجليزية)
- هنري كيمبل هادلي على موقع ديسكوغز (الإنجليزية)
- هنري كيمبل هادلي على موقع ديسكوغز (الإنجليزية)
- هنري كيمبل هادلي على موقع قاعدة بيانات الفيلم (الإنجليزية)